# Livre de Dzyan
Le Livre de Dzyan est supposé être un ancien texte, d'origine tibétaine, et possiblement relié à une branche ésotérique du bouddhisme tibétain. Il a formé la base de la Théosophie, le mouvement spiritualiste ésotérique fondé par Helena Blavatsky en 1875 et diffusé par la Société théosophique. L'œuvre majeure de cette dernière, La Doctrine secrète (1888), se propose de faire l'étude de certaines stances tirées de cet ouvrage légendaire, identifié depuis plusieurs années par des chercheurs anglo-saxons avec le livre de Kiu-Te.

## Livre de Kiu-Té
Le premier volume d'Isis Dévoilée, d'Helena Petrovna Blavatsky, commence par une allusion à « un vieux livre, tellement vieux que nos modernes antiquaires pourraient examiner ses pages un temps infini et cependant ne pas pouvoir s'accorder tout-à-fait quant à la nature du tissu sur lequel il est écrit. C'est le seul exemplaire original existant actuellement [...] Ce très vieux livre est l'œuvre originale d'après laquelle furent compilés les nombreux volumes de Kiu-Té. »
S'agissant de l'existence de cet ouvrage, Blavatsky se référa dans La Doctrine Secrète à un ouvrage intitulé « Narratives of the Mission of George Bogle to Tibet, and of the Journeys of Thomas Manning to Lhasa » (édité en 1876-1879) et écrit par C. R. Markham. C'est dans ce livre que figure un appendice contenant la traduction de « Breve notizia del regno del Thibet » (« Une brève description du Royaume du Tibet ») écrite en 1730 par le moine capucin Horatio Della Penna « p. 309 et suivantes » comme indiqué par Blavatsky elle-même.
Or le « Livre de Kiu-Té » était bien mentionné sous ce nom peu usité dans l'ouvrage du missionnaire Della Penna, daté de 1730. Le Père Della Penna di Billi, dit : « Ce Shakia Thupba [Bouddha] restaura les Lois qui, selon eux, étaient tombées en désuétude, et qui consistent maintenant […] en 106 volumes, dans lesquels les disciples de Shakia Thupba consignèrent tout le contenu de ces livres après la mort de leur maître, tel qu'il l'avaient entendu de sa bouche… ces volumes se divisent en deux sortes de lois, l'un des deux comporte 60 livres qui sont appelés les lois de Dote et l'autre, qui consiste en 38 volumes, est appelé Kiu-Te ».
Après 1930 et le transfert d'un certain nombre de manuscrits du Canon bouddhiste, une nouvelle approche de leur étude a été faite en 1983 par le tibétologue David Reigle, sous le titre : « The Books of Kiu-Te or the Tibetan Buddhists Tantras. A Preliminary Analysis ». Comme l'écrit David Reigle : « Il est maintenant facile de voir que les deux divisions, le Dote et le Kiute, sont le Mdo-sde et le Rgyud-sde respectivement ; ou les divisions (sde) des Sutra (mDo) et du Tantra (rGyud) de la parole du Bouddha, le Kanjur ».
H. P. Blavatsky donna des précisions sur l'origine de ce Livre de Kiu-Té qui est, en fait, un ensemble, comprenant, entre autres, le Livre de Dzyan. Elle dit :
« Le Livre de Dzyan » — du mot sanscrit « Dhyan »(méditation mystique) — est le premier volume des Commentaires des sept volumes sacrés de Kiu-Té (qui sont joints) et un glossaire des ouvrages publics du même nom. On peut trouver en la possession des Gelugpa […] Lamas du Tibet, dans la bibliothèque de tout monastère, trente-cinq volumes de Kiu-Té, écrits dans des buts exotériques, à l'usage des laïques, et aussi quatorze volumes de commentaires et d'annotations sur ces ouvrages, et qui sont l'œuvre des traducteurs initiés. »
« D'autre part, les quatorze volumes des Commentaires — avec leurs traductions, leurs annotations et un considérable glossaire de termes occultes, tirés d'un petit volume archaïque, le Livre de la Sagesse du Monde — contiennent un digest de toutes les Sciences Occultes. Il paraît qu'ils sont tenus cachés, sous la garde du Téshou Lama [Panchèn Lama] de Tji-Gad-jé [Shigatsé]. Les livres de Kiu-Té sont comparativement modernes, car ils ont été publiés au cours des dix derniers siècles, tandis que les premiers volumes des Commentaires sont d'une incroyable antiquité, quelques fragments des cylindres originaux ayant pu être conservés. »
Selon ces informations, le Livre de Kiu-Té dénommerait donc un ensemble de livres qui comporte : 35 volumes accessibles à tous, de nature, donc, « exotérique » ; 7 livres sacrés et secrets qui produisirent, au cours des siècles, 14 volumes appelés « Commentaires ». Le premier de ces 14 Commentaires est « le Livre de Dzyan » qui signifie « état de connaissance » en sanskrit. La Doctrine Secrète est une explication, une divulgation, une sorte de commentaire, de ce Premier Commentaire dit « Livre de Dzyan ».
On retrouve également d'autres stances (voir Wikisource) supposées avoir été tirées de cet ouvrage, reproduites dans l'œuvre d'Alice Bailey, Un Traité sur le Feu Cosmique, qui se propose d'en faire un commentaire présenté comme la continuation des travaux d'Helena Blavatsky.
Des références à cet ouvrage existent aussi dans les œuvres d'Howard Phillips Lovecraft, et ont été par ailleurs développées par d'autres écrivains qui ont œuvré au sein du mythe de Cthulhu.

## Authenticité de l'ouvrage

### Point de vue deGershom Scholem
Gershom Scholem, philosophe spécialisé dans la kabbale hébraïque, indique dans une note de Major Trends in Jewish Mysticism (1950) : 
« À mon avis, on ne saurait guère douter que les fameuses stances du mystérieux Livre de Dzyan, sur lequel est fondé le magnum opus [ouvrage fondamental] de Mme H. P. Blavatsky, La Doctrine Secrète, sont tributaires, à la fois par leur titre et leur contenu, des pages pompeuses de l'écrit zoharique [dans le Zohar, daté de 1280] appelé Siphra Di-Tzeniutha. Le premier qui a avancé cette théorie sans autre preuve a été L. A. Bosman, un théosophe juif, dans son opuscule The Mysteries of the Qabalah (1916), p. 31. Cela me semble vraiment la véritable 'étymologie' du titre inexpliqué jusqu'ici. Mme Blavatsky a puisé abondamment dans la Kabbala Denudata de Knorr von Rosenroth (1677-1684), qui contient (vol. II, p. 347-385) une traduction latine du Siphra Di-Tseniutha... En fait, H.P.B. fait allusion elle-même à un tel rapport entre les deux livres dans les toutes premières lignes de Isis dévoilé [trad. fr., Paris, Éditions Adyar, t. I p. 57] : 'Il existe quelque part, dans ce vaste univers, un vieux Livre... Le plus ancien document hébreu sur la science occulte — le Siphra Dzeniouta — a été compilé d'après ce livre et ce fut à une époque où on le considérait déjà comme une relique littéraire. Le Livre de Dzyan — conclut Scholem — n'est donc rien d'autre qu'une hypostase occultiste du titre zoharique. »

### Point de vue deRené Guénon
Selon René Guénon, les fameuses stances de Dzyan dont il est question dans la Doctrine secrète d'Helena Petrovna Blavatsky sont une altération de deux anciens documents recomposés par ses soins. Les parties authentiques des stances de Dzyan viennent d’une traduction du Kangyour et du Tanjur publiée à Calcutta par  Alexandre Csoma de Kőrös.